# بشندور
بشندور (به انگلیسی: Bishan Daur) یک منطقهٔ مسکونی در پاکستان است که در ناحیه جهلم واقع شده‌است.